# Irans præsidentvalg 2009
Irans præsidentvalg 2009 blev holdt den 12. juni 2009 i Iran. Valget stod mellem fire kandidater: Mahmoud Ahmadinejad, Mir-Hossein Mousavi, Mohsen Rezai og Mehdi Karoubi. Ifølge Islamic Republic News Agency, som er Irans officielle nyhedsbureau, vandt Ahmadinejad med 63,8 % af stemmerne mod Mousavis 32,7 %. Mousavi selv protesterede over valgresultatet, hvilket han er overbevist om skyldes valgsvindel.
Efter valget har der været omfattende demonstrationer. 

## Kandidater

### Godkendte kandidater
Konservative
- Mahmoud Ahmadinejad – Nuværende præsident i Iran.
- Mohsen Rezaee

Reformister
- Mehdi Karroubi
- Mir-Hossein Mousavi

### Afviste kandidater
Konservative
- Rafat Bayat – Kvindelig kandidat.

Uafhængige
- Akbar Alami
- Ghasem Sholeh-Saadi

## Tilbagetrukne kandidater
- Mohammad Khatami – Tidligere iransk præsident, nu Mousavi-støtter.

## Reaktioner i udlandet
I dagene efter valget i Iran har adskillige statsledere og udenrigsministre udtalt kritik både af det iranske styres håndtering af valget og af styrets hårde kurs overfor de efterfølgende demonstrationer.
I mange lande har der været støttedemonstrationer. Desuden har de demonstrerende iranere fået støtte over Internettet, herunder Facebook.
I Danmark har der også været demonstrationer. Den første danske støttegruppe på Facebook var For reel demokrati i Iran - imod undertrykkelse, der blev oprettet af Jaleh Tavakoli.